# Adrian Ropotan
Adrian Ropotan (sinh ngày 8 tháng 5 năm 1986) là một cầu thủ bóng đá người România thi đấu ở vị trí tiền vệ cho Hatta Club.

## Sự nghiệp
Ropotan chuyển đến FC Dynamo Moscow với giá 3 triệu euro ngày 13 tháng 2 năm 2009. Sau khi hết hợp đồng, anh ký hợp đồng với Volga với tư cách cầu thủ tự do.
Ngày 22 tháng 6 năm 2014 Ropotan ký bản hợp đồng 1 năm với Gabala FK.

## Thống kê

### Câu lạc bộ
Tính đến trận đấu diễn ra ngày 18 tháng 10 năm 2015
| Thành tích câu lạc bộ | Thành tích câu lạc bộ | Thành tích câu lạc bộ              | Giải vô địch | Giải vô địch | Cúp     | Cúp       | Châu lục | Châu lục  | Tổng cộng | Tổng cộng |
| Mùa giải              | Câu lạc bộ            | Giải vô địch                       | Số trận      | Bàn thắng    | Số trận | Bàn thắng | Số trận  | Bàn thắng | Số trận   | Bàn thắng |
| --------------------- | --------------------- | ---------------------------------- | ------------ | ------------ | ------- | --------- | -------- | --------- | --------- | --------- |
| 2005–06               | Dinamo București      | Liga I                             | 5            | 0            |         |           | 0        | 0         | 5         | 0         |
| 2006–07               | Dinamo București      | Liga I                             | 21           | 0            |         |           | 8        | 0         | 29        | 0         |
| 2007–08               | Dinamo București      | Liga I                             | 30           | 0            |         |           | 4        | 0         | 34        | 0         |
| 2008–09               | Dinamo București      | Liga I                             | 15           | 0            |         |           | 2        | 0         | 17        | 0         |
| 2009                  | Dynamo Moscow         | Giải bóng đá ngoại hạng Nga        | 18           | 2            | 0       | 0         | 2        | 0         | 20        | 2         |
| 2010                  | Dynamo Moscow         | Giải bóng đá ngoại hạng Nga        | 20           | 0            | 1       | 0         | -        | -         | 21        | 0         |
| 2011–12               | Dynamo Moscow         | Giải bóng đá ngoại hạng Nga        | 10           | 0            | 1       | 0         | -        | -         | 11        | 0         |
| 2011–12               | Tom Tomsk (mượn)      | Giải bóng đá ngoại hạng Nga        | 18           | 1            | 1       | 0         | -        | -         | 19        | 1         |
| 2012–13               | Dynamo Moscow         | Giải bóng đá ngoại hạng Nga        | 6            | 0            | 1       | 0         | -        | -         | 7         | 0         |
| 2012–13               | Volga                 | Giải bóng đá ngoại hạng Nga        | 6            | 0            | 0       | 0         | -        | -         | 6         | 0         |
| 2013–14               | Volga                 | Giải bóng đá ngoại hạng Nga        | 15           | 0            | 0       | 0         | -        | -         | 15        | 0         |
| 2014–15               | Gabala                | Giải bóng đá ngoại hạng Azerbaijan | 16           | 0            | 1       | 0         | 2        | 0         | 19        | 0         |
| 2015–16               | Petrolul Ploiești     | Liga I                             | 11           | 1            | 1       | 0         | 0        | 0         | 12        | 1         |
| Tổng cộng             | România               | România                            | 82           | 1            | 1       | 0         | 14       | 0         | 97        | 1         |
| Tổng cộng             | Nga                   | Nga                                | 93           | 3            | 4       | 0         | 2        | 0         | 99        | 0         |
| Tổng cộng             | Azerbaijan            | Azerbaijan                         | 16           | 0            | 1       | 0         | 2        | 0         | 19        | 0         |
| Tổng cộng sự nghiệp   | Tổng cộng sự nghiệp   | Tổng cộng sự nghiệp                | 191          | 4            | 6       | 0         | 18       | 0         | 215       | 4         |

### Quốc tế
| Romania national team | Romania national team | Romania national team |
| Năm                   | Số trận               | Bàn thắng             |
| --------------------- | --------------------- | --------------------- |
| 2008                  | 1                     | 0                     |
| 2009                  | 0                     | 0                     |
| 2010                  | 1                     | 0                     |
| 2011                  | 3                     | 0                     |
| 2016                  | 2                     | 0                     |
| Tổng                  | 7                     | 0                     |

Thống kê chính xác đến trận đấu diễn ra ngày 29 tháng 3 năm 2011

## Danh hiệu
Dinamo București
- Liga I: 2006–07